# Eccidio di Legoreccio
L'eccidio di Legoreccio è stata una strage nazifascista perpetrata nell'omonima frazione di Vetto, in provincia di Reggio Emilia, il 17 novembre 1944.

## Antefatti
Il 13 novembre 1944 il generale britannico Harold Alexander emanò il proclama con il quale invitava i partigiani italiani a cessare le operazioni per l'inverno e a ritirarsi. Per assestare un ulteriore colpo alla Resistenza locale, il capitano Volkmar Seifert, comandante del Lehrstab für Bandenbekämpfung, il centro anti-guerriglia nazista di Ciano d'Enza, progettò un vasto rastrellamento contro le formazioni partigiane che operavano nella val d'Enza. L'ufficiale tedesco, veterano della campagna dei Balcani, era un esperto di lotta anti-partigiana e già in estate aveva guidato la repressione contro i partigiani nell'Appennino modenese e reggiano, terrorizzando la popolazione civile. 
Così, alle prime ore del 17 novembre, un contingente di circa 150 tedeschi, supportato dai fascisti della 79ª Legione della Guardia Nazionale Repubblicana, lasciò Ciano d'Enza per assaltare la piccola borgata di Legoreccio, nel limitrofo comune di Vetto. Grazie ad una delazione di una spia, i nazifascisti erano infatti riusciti a sapere che nel paesino aveva trovato rifugio un intero distaccamento di garibaldini.

## L'eccidio del Distaccamento Cervi
Con il favore delle tenebre i nazifascisti si avvicinarono alle posizioni partigiane nella valle del Tassobbio, riuscendo a catturare una pattuglia sorpresa nella borgata di Casalecchio. Grazie ad uno stratagemma, uno dei pattugliatori catturati riuscì ad avvertire i compagni dell'imminente pericolo; tuttavia il distaccamento "F.lli Cervi" della 144ª Brigata Garibaldi venne presto circondato. 
Rinchiusisi in una corte cinquecentesca che domina la borgata, i partigiani iniziarono un conflitto a fuoco con i nazifascisti. Nel corso del breve combattimento uno degli assediati morì durante un tentativo di sortita.
Per costringere gli assediati alla resa, i nazifascisti minacciarono di distruggere l'intero borgo. In seguito a tale avvertimento, e memore dell'accordo stipulato il 31 ottobre tra i tedeschi ed il Comando Unico per il riconoscimento dello status di combattenti per i partigiani catturati in battaglia, il comandante del distaccamento Arturo Gambuzzi "Cervi" decise di arrendersi. 
Nonostante la volontà dei tedeschi di condurre i prigionieri nelle carceri di Ciano d'Enza, i fascisti chiesero ed ottennero che venissero fucilati tutti i partigiani, salvo i graduati ed i commissari politici. Così le vittime designate vennero ammassate dentro la corte Da Palude e fucilate. I corpi dei Caduti vennero disposti in modo tale da simulare una morte avvenuta durante uno scontro.

## Vittime[2]

### Uccisi a Legoreccio
- Giovanni Attolini "Colombo", di Collagna, classe 1927;
- Olten Berretti "Bill", di Vetto, classe 1928;
- Argenio Bertucci "Acido", di Collagna, classe 1926;
- Giuseppe Bregni "José", di La Spezia, classe 1914;
- Mario Carlini "Lupo", di Ligonchio, classe 1919;
- Giulio Conti "Alto", di Rubiera, classe 1914;
- Guido Croci "Pila", di Castelnovo ne' Monti, classe 1923;
- Armando Del Bue "Pancio", di Reggio nell'Emilia, classe 1928;
- Eugenio Ferretti "Carlo", di Collagna, classe 1926;
- Bruno Fiorini "Pino", di Collagna, classe 1921;
- Lino Grossi "Piero", di Reggio nell'Emilia, classe 1924;
- Giuseppe Iattici "Baldo", di Castelnovo ne' Monti, classe 1914;
- Sandro Torquato Mechetti "Fusco", di Collagna, classe 1928;
- Carlo Montipò "Clodo", di Castelnovo ne' Monti, classe 1926;
- Andrea Pallai "Alpino", di Collagna, classe 1925;
- Albino Re "Carlos", di Ciano d'Enza, classe 1925;
- Fioravanti Romagnani "Nessuno", di Vetto, classe 1927;
- Giuseppe Romei "Fiero", di Castelnovo ne' Monti, classe 1925;
- Fortunato Semplici "Pittura", di Poggibonsi;
- Giuseppe Sempreverdi "Smith", di Reggio nell'Emilia, classe 1917;
- Giulio Telani "Gilera", di Castelnovo ne' Monti, classe 1926.

## Conseguenze
Mentre veniva consumato il massacro iniziarono gli interrogatori dei sei superstiti. Per costringerli a rivelare informazioni, i nazifascisti ricorsero a violenze e a torture. Poco dopo l'eccidio furono così giustiziati in loco anche il vice comandante Giuseppe Bregni "Josè", spezzino, ed il vice commissario Giulio Conti "Alto". Quest'ultimo venne legato ad un cavallo e fatto trascinare fino a quando non spirò.
Qualche ora più tardi, una volta rientrati a Ciano, i tedeschi fucilarono il capo squadra Andrea Pallai "Alpino". Due giorni dopo Ido Beltrami "Gianni", commissario del distaccamento Cervi, subì lo stesso destino. Analoga sorte toccò al caposquadra Angelo Luciano Tondelli "Baracca", fucilato il 19 novembre a Ciano ed insignito della Medaglia d'oro al valor militare nel 1990.
Il 21 dicembre, in seguito ad un'imboscata partigiana nella quale erano stati uccisi due militari tedeschi ed era stato ferito gravemente il capitano Seifert, i nazisti fucilarono a Vercallo di Casina Gambuzzi, insieme ad altri due partigiani e ad uno sventurato civile catturato in zona.